# Royal Aircraft Factory B.E.12
Die Royal Aircraft Factory B.E.12 war ein von der Royal Aircraft Factory in Großbritannien im Ersten Weltkrieg entwickelter einmotoriger, einsitziger Kampf-Doppeldecker. Das Flugzeug war als Aufklärer vorgesehen, wurde aber ab Mitte 1916 vor allem als Nachtjäger und leichter Bomber eingesetzt.

## Entwicklung
Die B.E.12 wurde als einsitziger Fernaufklärer mit stärkerem Motor und größerer Reichweite konzipiert. Ihr Prototyp entstand in der Royal Aircraft Factory im Sommer 1915 durch Umbau der zweisitzigen Royal Aircraft Factory B.E.2c mit der Nummer 1697, bei der man den Pilotensitz ins hintere Cockpit verlegte, im vorderen Cockpit einen größeren Kraftstofftank installierte und als Antrieb anstelle des luftgekühlten 90 PS (66 kW) RAF 1 Motors einen 140 PS (103 kW) RAF 4a V-12 -Zylinder V-Motor mit Vierblattpropeller einbaute. Der einsitzige Doppeldecker behielt aber im Übrigen den auf der unteren Tragfläche aufgesetzten, leinenbezogenen Holzrahmenrumpf der B.E.2c sowie deren leicht gestaffelte, zweistielige Tragflächen gleicher Spannweite mit vier Querrudern. Äußerlich war sie nur dadurch von der B.E.2c zu unterscheiden, dass das vordere Cockpit abgedeckt war.
Da sich die Erprobung des Prototyps noch über mehrere Monate bis zur Serienreife des neuen Motors hinzog, begann die Produktion der B.E.12 erst im Frühjahr 1916 und erfolgte danach je nach Bewaffnung und Motorisierung etappenweise in drei verschiedenen Ausführungen. Bis Mai 1916 erhielt sie als B.E.12 noch mangels eines Synchronisationsgetriebes ein bis zwei Lewis-Maschinengewehre welche abgewinkelt an den Rumpfseiten montiert waren, so dass sie seitlich am Propellerkreis vorbei feuerten. Danach wurden sie je nach Motorvariante als B.E.12a oder B.E.12b mit einem starr montierten, mit dem Motor gekoppelten und durch den Propellerkreis feuernden Vickers-MG bewaffnet.

## Produktion
Da die staatliche Royal Aircraft Factory zwar Flugzeuge entwickeln, aber nur im Ausnahmefall selbst Flugzeuge herstellen sollte, verteilte das War Office seine Bestellungen auf drei Auftragnehmer:
B.E.12: Einsitzer-Version der B.E.2c mit 140 PS (103 kW) Royal Aircraft Factory 4A Motor und 1–2 Lewis MG, an den Cockpitseiten auf Strange-Lafette befestigt, am Propellerkreis vorbeischießend oder zur Zeppelinabwehr auf der oberen Tragfläche platziert
- Standard Motor Co. Ltd., Coventry – 50 Exemplare
- Daimler Motor Co. Ltd., Coventry – 250 Exemplare

B.E.12a: wie vor, den Tragflächen der B.E.2e; Erstflug im Februar 1916, später mit synchronisiertem Vickers-MG bewaffnet.
- Daimler Motor Co. Ltd., Coventry – 50 Exemplare
- Coventry Ordnance Works, Coventry – 50 Exemplare

B.E.12b: wie vor, mit 180 PS (132 kW) Hispano-Suiza-8Ac Motor, als Nachtjäger zur Luftschiffbekämpfung mit auf der oberen Tragfläche montierten doppeltem Lewis-MG bewaffnet und bis Ende 1917 in der Home Defence in England eingesetzt. Aufgrund von Lieferproblemen ersatzweise zum Teil nur mit RAF 4A Motoren ausgeliefert.
- Daimler Motor Co. Ltd., Coventry – 200 Exemplare

## Einsatz
Unter dem Druck der seit Herbst 1915 an der Front erscheinenden deutschen Jagdflugzeuge entschloss sich das Royal Flying Corps (RFC), die B.E.12 notgedrungen nicht als Aufklärer und Bomber, sondern als Jagdflugzeug zu verwenden, um so den deutschen Fokker Eindeckern etwas entgegensetzen zu können – ungeachtet der Tatsache, dass ihre zwar stabilen, aber schwerfälligen Vorgänger bereits dutzendweise deutschen Jagdfliegern zu Opfer gefallen waren. Als die ersten B.E.12 im August 1916 zunächst bei der No. 19 und dann bei der No. 21 Squadron, RFC an der Westfront zum Einsatz starteten, waren sie gegen die jetzt auf deutscher Seite erscheinenden Halberstadt D.II und den mit Doppel-MG ausgerüsteten Albatrosjäger nahezu chancenlos. Der neue Befehlshaber des RFC an der Westfront General Trenchard forderte bereits im September, das Flugzeug wieder aus Frankreich abzuziehen:

“I realize I will loose two squadrons if I stop using the B.E.12 ... but I cannot do anything else but to recommend that no more be sent to this country.”

„Mir ist klar, dass ich zwei Staffeln verliere, wenn ich die Maschine nicht verwende... aber es bleibt mir nichts andres übrig als zu empfehlen, dass keine weiteren mehr in dieses Land geschickt werden.“

Die B.E.12 blieb bei der Squadron 21 noch bis März 1917 als Bomber im Einsatz, alle anderen gingen an Reserve- und Trainingseinheiten, wurden mit Aufhängungen für 16*7 kg oder 2*51 kg Bomben versehen als leichte Bomber an den Nebenfronten in Makedonien, Palästina und Mesopotamien verwendet oder mit Doppel-MG ausgerüstet als Nachtjäger in England zur Abwehr gegen deutsche Luftschiffangriffe eingesetzt. Dabei wirkte am 17. Juni 1917 ein solches Flugzeug dabei mit, den Zeppelin L.48/LZ15 bei Margate an der Themsemündung zur Notwasserung zu zwingen.

## Bilder

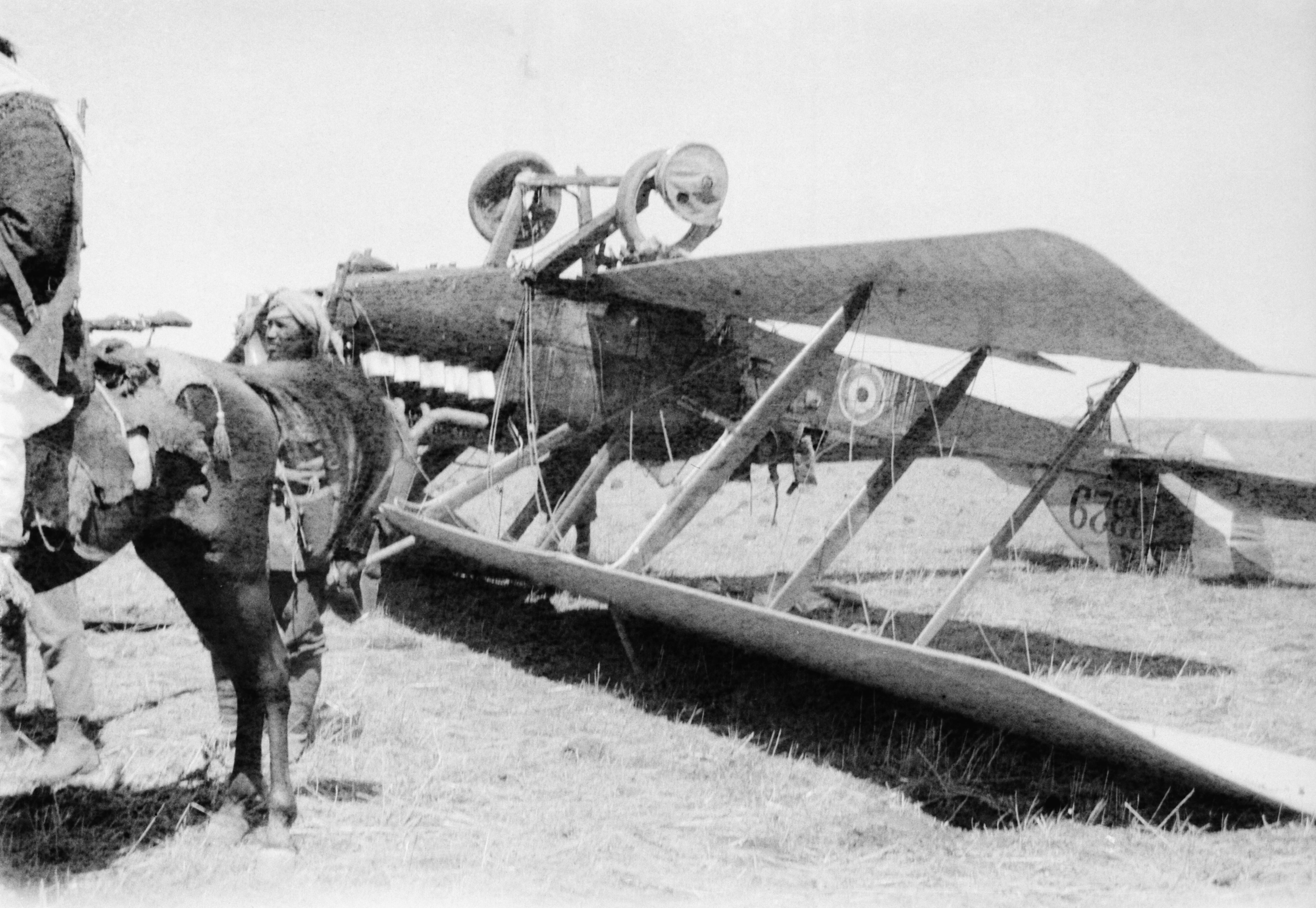
B.E.12 von Lieutenant Junor, RFC am 16. September 1917 von türkischen Fliegern bei der Hedschas-Bahn am Jarmuk zur Bruchlandung gebracht.
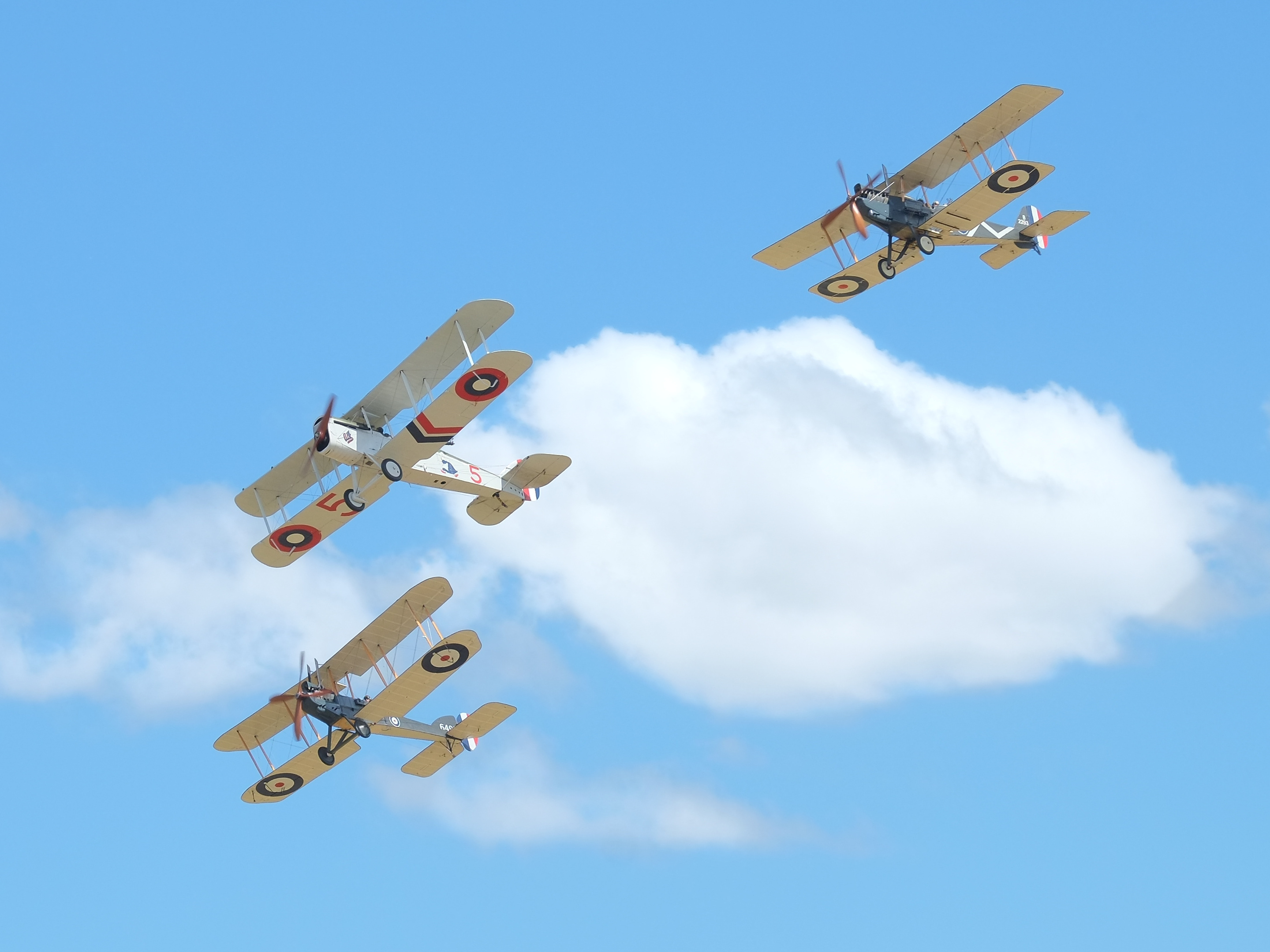
Nachgebaute Royal Aircraft Factory B.E.12 (unten) in Begleitung von einer De Havilland American D.H.4 (Mitte) und einer Royal Aircraft Factory R.E.8 (oben rechts).

## Technische Daten
| Kenngröße                            | R.A.F. B.E.12                          | R.A.F. B.E.12A                    | R.A.F. B.E.12B                      |
| ------------------------------------ | -------------------------------------- | --------------------------------- | ----------------------------------- |
| Besatzung                            | 1                                      | 1                                 | 1                                   |
| Länge                                | 8,22 m                                 | 8,30 m                            | 8,30 m                              |
| Spannweite                           | 11,28 m                                | 12,19 m                           | 12,19 m                             |
| Höhe                                 | 3,38 m                                 | 3,66 m                            | 3,66 m                              |
| Flügelfläche                         | 32,89 m²                               | 33,44 m²                          | 33,44 m²                            |
| Leermasse                            | 742 kg                                 | 730 kg                            |                                     |
| Startmasse                           | 1067 kg                                | 1056 kg                           |                                     |
| Höchstgeschwindigkeit in NN          | 162 km/h                               | 169 km/h                          |                                     |
| Höchstgeschwindigkeit in 2000 m Höhe | 156 km/h                               |                                   |                                     |
| steigt auf 914 m Höhe                | in 6 min                               |                                   |                                     |
| Dienstgipfelhöhe                     | 3810 m                                 |                                   |                                     |
| Flugdauer                            | 3:00 h                                 | 3:00 h                            |                                     |
| Triebwerk                            | 140 PS (103 kW) R.A.F. 4a V-Motor      | 140 PS (103 kW) R.A.F. 4a V-Motor | 180 PS (132 kW) Hispano-Suiza-Motor |
| Bewaffnung                           | 1–2 Lewis-MG, 16*7 oder 2*51 kg Bomben | 1 Vickers-MG                      | 2 Lewis-MG                          |